# Sedum mucizonia
Sedum mucizonia é uma espécie de planta com flor pertencente à família Crassulaceae. 
A autoridade científica da espécie é (Ortega) Raym.-Hamet, tendo sido publicada em Candollea 4: 39. 1929.

## Portugal
Trata-se de uma espécie presente no território português, nomeadamente em Portugal Continental.
Em termos de naturalidade é nativa da região atrás indicada.

## Protecção
Não se encontra protegida por legislação portuguesa ou da Comunidade Europeia.